# Albert Claude
Albert Claude (Longlier (Neufchâteau), 23 augustus 1899 – Brussel, 22 mei 1983) was een Belgisch biochemicus die baanbrekend werk verrichtte in de moleculaire biologie.

## Biografie
De in de Belgische provincie Luxemburg geboren Albert Claude was de zoon van Florentin Joseph Claude en Marie-Glaudice Watriquant Claude. Hij verloor in 1906 zijn moeder aan borstkanker toen hij acht jaar oud was. Tijdens de Eerste Wereldoorlog, toen hij nog maar een tiener was, werkte hij clandestien voor de Britse geheime dienst; tweemaal werd hij gevangengezet in een interneringskamp. Voor deze verdiensten werd hij onderscheiden met de "Medaille Interalliée". Na de oorlog werd hij, hoewel hij geen enkel middelbareschooldiploma had, dankzij een speciaal programma voor oorlogsveteranen toegelaten tot de universiteit.
In 1928 behaalde hij het diploma van dokter in de geneeskunde aan de Universiteit van Luik. In 1929 ging hij werken voor het Rockefeller Instituut en in 1949 werd hij directeur van het Jules Bordet instituut te Brussel. In 1941 werd hij tot Amerikaan genaturaliseerd, maar kreeg de dubbele nationaliteit toen hij later naar België terugkeerde.

## Werk
Reeds in de jaren dertig slaagde Claude erin via de door hem ontwikkelde techniek van differentiële centrifugatie celbestanddelen te isoleren. Met deze techniek ontdekte hij als eerste de eigenschappen, de chemische samenstelling en de werking van cytoplasma in een gewone cel. Dit legde de basis voor het fundamenteel inzicht in de werking van cellen. 
Voorafgaand aan zijn onderzoek werd algemeen gedacht dat het cytoplasma, de inwendige inhoud van eukaryote cellen, uit een chaotische massa van substanties bestond, maar Claude's onderzoek toonde aan dat een cel eigenlijk een goed georganiseerde inhoud bevat. Hierin ontdekte hij ook het endoplasmatisch reticulum. Vanaf de jaren veertig was hij de eerste medisch wetenschapper die elektronenmicroscopie gebruikte voor het bestuderen van cellen.
Voor zijn wetenschappelijk werk ontving Claude in 1974 de Nobelprijs voor Fysiologie of Geneeskunde, samen met zijn landgenoot Christian de Duve en de in Roemenië geboren Amerikaan George Emil Palade, een van zijn briljante studenten aan het Rockefeller Instituut.
In 2005 eindigde hij op nr. 369 in de Vlaamse versie van De Grootste Belg.